# Padenia latifasciata
Padenia latifasciata là một loài bướm đêm thuộc phân họ Arctiinae, họ Erebidae.